# Blepharocerus
Blepharocerus é um gênero de mariposa pertencente à família Crambidae.